# Marco Hartmann
Marco Hartmann (* 25. Februar 1988 in Leinefelde) ist ein ehemaliger deutscher Fußballspieler. Bis 2021 stand er bei Dynamo Dresden unter Vertrag.

## Karriere
Hartmann durchlief sämtliche Jugendmannschaften seines Heimatvereins SC Leinefelde 1912. Im Sommer 2006 wechselte er zum damaligen Oberligisten Hallescher FC, mit dem er 2008 in die Regionalliga und 2012 in die 3. Liga aufstieg. Im April 2013 gab der Zweitligist Dynamo Dresden bekannt, dass man Hartmann zur neuen Saison ablösefrei verpflichten werde. Nach mehreren Kurzeinsätzen stand er am 5. Oktober 2013 unter dem neuen Dynamo-Trainer Olaf Janßen das erste Mal in der Startelf und erzielte den 2:0-Siegtreffer gegen den VfR Aalen. Im Mai 2015 gab Dynamo Dresden eine Vertragsverlängerung bis 30. Juni 2017 bekannt. Im Februar 2017 wurde der Vertrag erneut verlängert; er galt vorerst bis zum 30. Juni 2020. Zur Saison 2016/17 wurde er zum Mannschaftskapitän ernannt. Ende Januar 2020 wurde der Mittelfeldspieler durch seinen Teamkollegen Florian Ballas als Spielführer der zu diesem Zeitpunkt auf dem letzten Tabellenplatz stehenden Mannschaft ersetzt. Sein Vertrag bei Dynamo Dresden wurde 2020 bis 2021 verlängert. Nach einer Verletzung wurde sein auslaufender Vertrag nicht verlängert. Der Verein teilte jedoch mit, dass sich Hartmann nach einer vollständigen Genesung für einen neuen Vertrag empfehlen könne.
2023 wurde Hartmann Leiter des Nachwuchsleistungszentrums von Dynamo Dresden.

## Privates
Hartmann legte am Staatlichen Gymnasium „Marie Curie“ in Worbis das Abitur ab. Parallel zu seinem Engagement beim Halleschen FC absolvierte er an der Martin-Luther-Universität Halle-Wittenberg ein Lehramtsstudium für die Fächer Mathematik und Sport. 2023 schloss er ein Referendariat am Sportgymnasium Dresden ab. Er lebt in Dresden, ist mit einer Gymnasiallehrerin verheiratet und hat zwei Söhne.

## Erfolge
- 2015/16, 2020/21: Aufstieg in die 2. Fußball-Bundesliga mit der SG Dynamo Dresden als Meister der 3. Liga